# José Lecaros
José Luis Lecaros Cornejo (Arequipa, 22 de abril de 1951-Lima, 24 de noviembre de 2024) fue un abogado y magistrado peruano. Fue presidente de la Corte Suprema y del Poder Judicial del Perú en el período 2019-2020.

## Biografía
Es abogado egresado de la Universidad Católica de Santa María de Arequipa. Cursó una maestría en Derecho Penal en la Universidad Inca Garcilaso de la Vega. En 2007 la Universidad Alas Peruanas le confirió un doctorado honoris causa.
Trabajó durante siete años en Tributación y luego se especializó en Derecho Penal. En 1982 ingresó a la Fiscalía Provincial de Arequipa. En 1987 decidió seguir su carrera en el Poder Judicial; comenzó como juez instructor y ascendió hasta la presidencia de la Corte Superior de Arequipa en 2000.
En 2001 se trasladó a Lima para ocupar la plaza de juez supremo provisional. Como suceso resaltante de su carrera se menciona que, siendo juez supremo instructor, firmó la resolución que ordenaba que el expresidente Alberto Fujimori fuera investigado por homicidio calificado, desaparición forzada y lesiones graves.
En 2007 logró calificar como juez supremo fijo. En la Corte Suprema integró varias salas penales y órganos administrativos. Fue presidente de la Primera Sala Penal Transitoria. Ha sido también miembro del Consejo Ejecutivo del Poder Judicial en dos periodos.
En 2016 presentó su candidatura a la presidencia del Jurado Nacional de Elecciones, que perdió ante Víctor Ticona Postigo.
El 6 de diciembre de 2018 se realizó la elección del presidente de la Corte Suprema, en la que Lecaros se presentó como candidato. Hubo necesidad de ir a una segunda vuelta, en vista que ninguno de los candidatos obtuvo el mínimo requerido por la ley. Lecaros resultó finalmente electo con seis votos a favor, frente a los cuatro votos que obtuvo su oponente Elvia Barros; hubo además siete votos en blanco y uno viciado.